# Gambia en los Juegos Paralímpicos de París 2024
Gambia estuvo representada en los Juegos Paralímpicos de París 2024 por dos deportistas, un hombre y una mujer. El equipo paralímpico gambiano no obtuvo ninguna medalla en estos Juegos.